# Lincoln Town Car
El Lincoln Town Car es un automóvil de lujo del segmento F de la marca automovilística estadounidense Lincoln, división de Ford Motor Company.
La primera vez que se usó el nombre Town Car fue en 1959 y se usó para identificar el nivel de equipamiento más completo en el Lincoln Continental Mark IV. El nombre Town Car se convirtió en una parte permanente de la gama del modelo continental en el año 1969 identificando el nivel más completo de equipamiento interior. En 1981 el Town Car se convirtió en modelo propio dentro de la gama de Lincoln y a su vez sirviendo como buque insignia de la gama de Lincoln y de la Ford Motor Company. El Town Car siempre ha usado un motor V8, diseño de carrocería sobre bastidor, tracción trasera y unas medidas enormes tanto en el interior como en el exterior. Sus dimensiones lo han llevado a ser el automóvil más grande producido en Estados Unidos y Canadá. A pesar de la disminución de ventas, sigue siendo uno de los coches de lujo más vendidos de América; también es uno de los coches más usados para el servicio de limusina y de chofer a nivel mundial. Desde el 2003 se le puede añadir al vehículo protección balística por 100.000 dólares. Consumer Guide cita los puntos fuertes del vehículo que son su comodidad, sus materiales, la calidad de marcha y su distancia de frenada que es corta y estable para un peso pesado.
El Lincoln Town Car es uno de los vehículos más seguros disponibles en el mercado estadounidense. Entre sus principales rivales se encuentran el Audi A8, el BMW Serie 7, el Infiniti Q, el Lexus LS y el Mercedes-Benz Clase S. Entre los rivales citados cabe destacar que el Lincoln Town Car es el más espacioso en cuanto a interior y el más largo en cuanto a medidas exteriores.
El Lincoln Town Car fue un sedán de cuatro puertas comercializado casi en exclusiva como vehículo sedán (la versión de dos puertas solo se ofreció en 1981). Muchos modelos Town Car fueron utilizados para flotas de vehículos y servicios de limusinas. Desde 1983 hasta su cese de producción en 2011, el Town Car fue el sedán más largo fabricado por Ford en todo el mundo, convirtiéndose en el vehículo de producción en serie más largo vendido en América del Norte desde 1997 hasta 2011. Aunque no fue el sucesor directo del Town Car, el Lincoln MKS se convirtió en el sedán más largo de Estados Unidos hasta 2016 (superado por el Cadillac CT6).
Desde 1980 hasta 2007, el Lincoln Town Car fue ensamblado en Wixom, Míchigan (Wixom Assembly) junto con el Lincoln Continental, LS y los modelos Mark VI, VII y VIII. Después del cierre de esa planta, la producción del Town Car se trasladó a Southwold, Ontario (St. Thomas Assembly) junto con el Ford Crown Victoria y el Mercury Grand Marquis de manera similar. Esta planta también cerró en septiembre de 2011; el último Lincoln Town Car salió de la línea de ensamblaje el 29 de agosto de 2011.
En la línea de vehículos Lincoln, el Town Car no fue reemplazado directamente. El nombre fue utilizado desde 2012 hasta 2019 para designar las variantes de colores/líneas de limusinas/fúnebres del Lincoln MKT. En 2017, el resurgimiento del Lincoln Continental reemplazó al MKS y fue similar al Town Car en cuanto a distancia entre ejes y anchura.

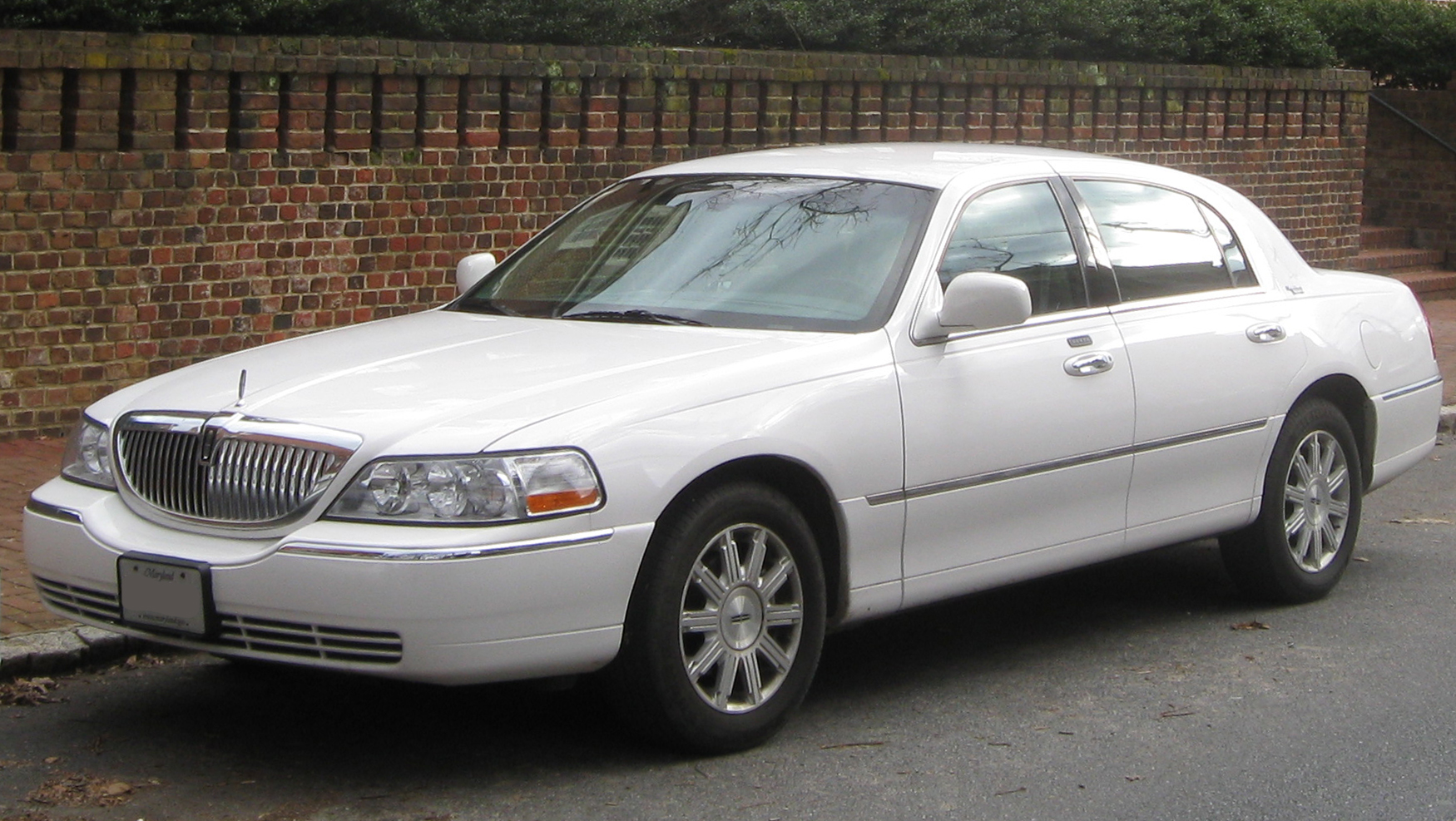
2003-2010 Lincoln Town Car fotografiado en Annapolis, Maryland, USA.
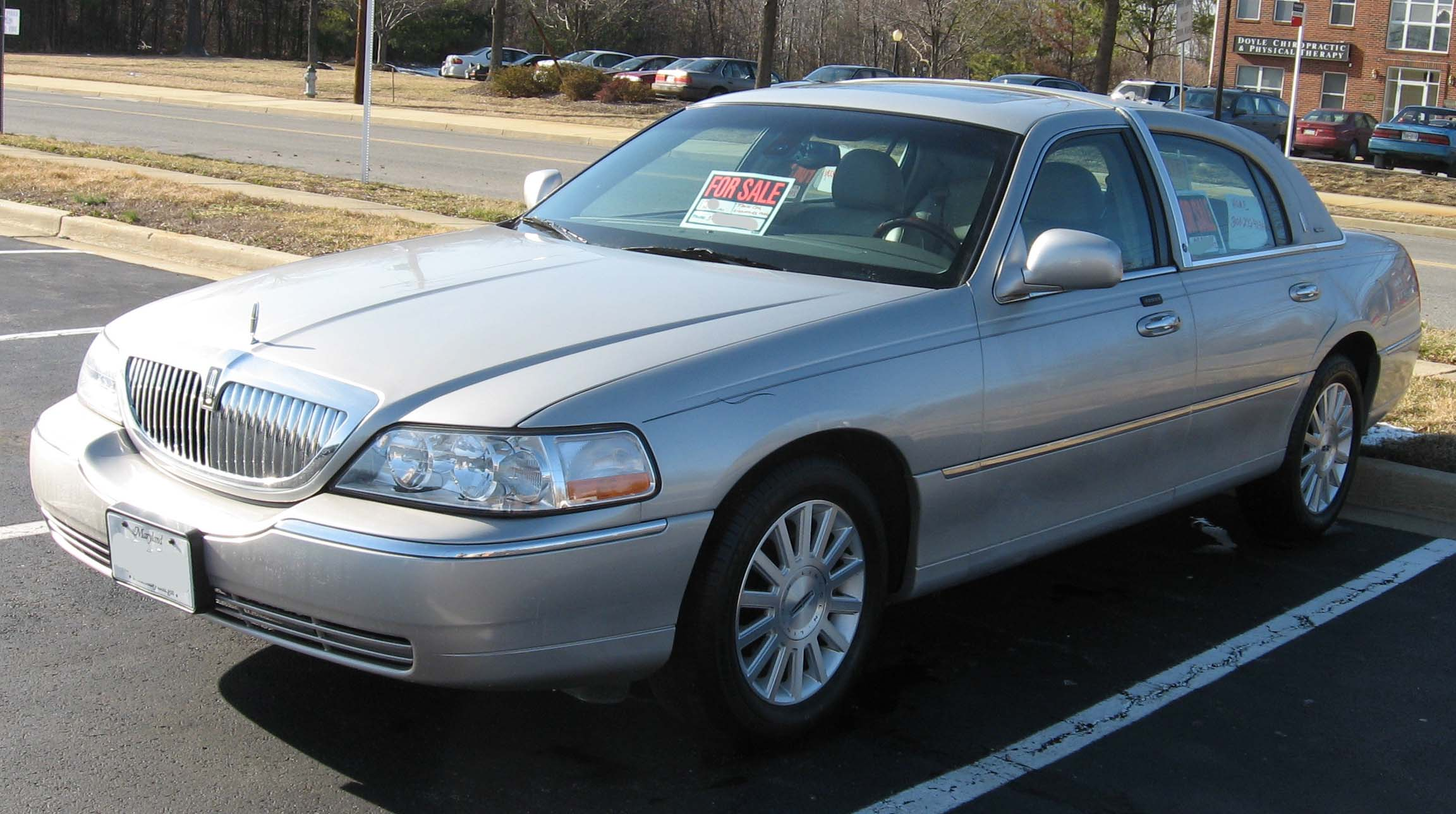
2003 Lincoln Town Car Signature fotografiado en USA

## Apariciones

### Televisión
En la serie El amor lo manejo yo de TVN, Marcos maneja un Lincoln Town Car negro, el cual transporta a Victoria Duque.[cita requerida]

### Cine
En la película de 2011 The Lincoln Lawyer un abogado se desplaza y atiende algunos de sus clientes a bordo de un Lincoln de 1980.

### Música
En el videoclip de la canción Estranged, de Guns N' Roses, el vocalista Axl Rose sube a una limusina Lincoln Town Car de color blanco.[cita requerida]

### Literatura
En la novela El tercer gemelo del escritor Ken Follett, Berrington Jones, uno de los antagonistas, conduce un Lincoln Town Car en varios capítulos de la novela.
El abogado  Mickey Haller, protagonista de varias novelas escritas por Michael Connelly, afirma tener tres Lincoln Town Car y que prefiere trabajar en ellos a tener un despacho.